# Клён колхидский
Клён колхи́дский, или Клён каппадоки́йский (лат. Ácer cappadócicum) — вид деревьев рода Клён (Acer) семейства Сапиндовые (Sapindaceae).
Колхидский клён близкородственен широко распространённому клёну остролистному (Acer platanoides).

## Ареал и условия произрастания
Обширный ареал этого клёна простирается от южной Италии в Средиземноморье через Кавказ и Переднюю Азию на восток до Гималаев и до западного Китая.
Встречается в листопадных горных лесах как дерево подверхнего яруса леса.

## Ботаническое писание
Листопадное дерево, достигает в высоту от 12 до 20 м. Его молодые ветки часто покрыты белым налётом, до второго года зелёные или красные и блестящие. На более старых ветвях и на стволе кора относительно гладкая, от тёмно-коричневого до светлого, беловато-серого цвета.
Тонкие, бумагоподобные листья большей частью семилопастные, от 5 до 14 см шириной и несколько вытянуты в длину. У основания сердцеобразно закруглены, лопасти треугольно-яйцеобразные, с удлинённым заострённым кончиком, две нижние намного меньше, чем пять верхних. Сверху матовые тёмно-зелёные, а снизу блестящие светло-зелёные, с сеткой жилок. Края гладкие. Черешок от 5 до 15 см длиной, при надломе выделяет млечный сок. При распускании листья имеют свежий светло-зелёный цвет, осенняя окраска от золотисто-жёлтой до красной.
Растение однодомное. Цветки светло-жёлтые, собраны по 15—20 в маленькие, широкие, свободные, прямостоячие зонтики. Каждый цветок имеет 5 чашелистиков и 5 лепестков. Мужские цветки имеют 8 тычинок, женские — гинецей с двумя пестиками. Цветёт в конце мая.
Плод — парная крылатка с расположенными под широким углом крылышками длиной от 3 до 5 см.

## Систематика
Колхидский клён относится к секции Platanoidea. Название секции указывает на родство с обычным в Европе клёном остролистным (Acer platanoides). В Восточной Азии представлено ещё несколько родственных видов, которые порой рассматривались как подвиды клёна колхидского, такие как Acer amplum, Acer longipes или Acer shenkanense.
Клён колхидский был впервые научно описан в 1785 году немецким ботаником Иоганном Готтлибом Гледичем. Различают следующие подвиды:
- Acer cappadocicum ssp. cappadocicum — эта форма распространена от Малой Азии и Чёрного моря через Кавказ до Гималаев и западного Китая. Листья большей частью семилопастные и относительно большие. От этого подвида выведено два сорта:
  - 'Aureum' — листья желтоватые или жёлто-зелёные, растёт слабее вида.
  - 'Rubrum' — листья красноватые.
- Acer cappadocicum ssp. divergens (K.Koch ex Pax) Murr. — этот подвид распространён в Закавказье, размером значительно меньше видового. Листья только трёх- или пятилопастные, до пяти сантиметров шириной, растение растёт обычно в виде крупного куста.
- Acer cappadocicum ssp. lobelii (Ten.) Murr. (syn. Acer lobelii Ten.)— калабрийский клён, рассматриваемый порой как отдельный вид, имеет маленький ареал на юге Италии. Это дерево достигает 15 м в высоту, листья относительно большие и пятилопастные, лопасти характерно однонаправлены. Цёшенский клён (Acer zoeschense) представляет собой искусственный гибрид калабрийского клёна с клёном полевым (Acer campestre).
- Acer cappadocicum ssp. sinicum (Rehder) Hand.-Mazz. — этот подвид распространён только в Китае, имеет пятилопастные довольно маленькие листья, от 6 до 8 см. Черешки листьев и плодов красноватые.

### Таксономия
Вид Клён колхидский входит в род Клён (Acer) семейства Сапиндовые (Sapindaceae).
|  |                                      |  |                                                       |                                                       |                      |  | ещё 8 семейств (согласно Системе APG II) | ещё 8 семейств (согласно Системе APG II) |                     |  |  |  | ещё более 100 видов |
|  |                                      |  |                                                       |                                                       |                      |  | ещё 8 семейств (согласно Системе APG II) | ещё 8 семейств (согласно Системе APG II) |                     |  |  |  | ещё более 100 видов |
|  |                                      |  |                                                       | порядок Сапиндоцветные                                |                      |  |                                          |                                          | род Клён            |  |  |  |                     |
|  |                                      |  |                                                       | порядок Сапиндоцветные                                |                      |  |                                          |                                          | род Клён            |  |  |  |                     |
|  | отдел Цветковые, или Покрытосеменные |  |                                                       |                                                       | семейство Сапиндовые |  |                                          |                                          | вид Клён колхидский |  |  |  |                     |
|  | отдел Цветковые, или Покрытосеменные |  |                                                       |                                                       | семейство Сапиндовые |  |                                          |                                          |                     |  |  |  |                     |
|  |                                      |  | ещё 44 порядка цветковых растений (по Системе APG II) | ещё 44 порядка цветковых растений (по Системе APG II) |                      |  |                                          | ещё 140—150 родов                        | ещё 140—150 родов   |  |  |  |                     |
|  |                                      |  |                                                       | ещё 44 порядка цветковых растений (по Системе APG II) |                      |  |                                          |                                          | ещё 140—150 родов   |  |  |  |                     |

## В культуре
В Санкт-Петербурге, в парке Ботанического сада Петра Великого БИН РАН плодоносит.
Цёшенский клён (Acer zoeschense) представляет собой искусственный гибрид клёна колхидского с клёном полевым (Acer campestre). В декоративном садоводстве часто используется его сорт с красноватыми листьями 'Annae'.